# Markacija
Markacija je znak, ki označuje planinsko ali pohodniško pot. Oznake se med državami razlikujejo.
V Sloveniji se za označevanje planinskih poti uporablja markacija z belo piko obdano z rdečim kolobarjem, imenovana po Alojzu Knafelcu (Knafelčeva markacija), za evropske pešpoti rumena pika obdana z rdečim kolobarjem in za Pot kurirjev in vezistov rumena pika s svetlo modrim kolobarjem. Ta se uporablja tudi za gozdne učne poti.
Prvotno so bile poti v gorah označene le s kamnitimi možici, ki so jih vodniki postavili na ključnih mestih. Tako je bila označena tudi pot z Ledin čez Stopce na Triglav, ki sta jo leta 1871 nadelala Jože Škantar - Šest in njegov sin. 
Leto 1879 lahko štejemo za rojstno letnico prve markirane poti v naših Alpah. Na Frischaufovo pobudo je bil urejen dostop iz Bohinja čez Komarčo skozi dolino jezer na Triglav. Nadelala in markirala sta jo Lovrenc Škantar - Šest in Richard Issler.
Leta 1895 so v četrti številki Planinskega vestnika izšla Določila o zaznamovanju planinskih potov Slovenskega planinskega društva, ki so obsegala 16 točk. Določene so bile barve, ki se lahko uporabijo za "zaznamovanje potov" (rdeča, modra, rumena in zelena). Poudarek je bil na pravilni umestitvi oznak ob planinskih poteh in postavitvi označevalnih tabel, medtem ko oblika oznak še ni bila predpisana. 
Enotno označevanje planinskih poti pri nas se je začelo, ko je leta 1922 Alojz Knafelc predložil »Navodila za jednotno markiranje potov« (Planinski vestnik 22:108, 1922, knjižica 1924. Oznaka – bela pika in rdeč kolobar je bila z uredbo Kraljevske banske uprave Dravske banovine, dne 18. novembra 1933 zaščitena (Planinski vestnik 57: 609, 1957).
Danes za označevanje posameznih poti, kot tudi za njihovo nadelavo, vzdrževanje in smerne table, skrbijo posamezna planinska društva in njihovi člani, ki delujejo v Markacijskem odseku posameznega društva. Markacisti narišejo markacije na izstopajoča drevesa, večje skale ali druge primerne objekte, praviloma vedno na desni strani v smeri hoje.
Določene poti so označene tudi z zimskimi markacijami, ki omogočajo orientacijo v zimskem času, ko v gorah zapade več snega in pokrije markacije na skalah. Te oznake so bile visoki leseni drogovi (4-5 m), za tem spodaj betonirani jekleni drogovi (dvodelni) z usmerjenimi puščicami, ki kažejo smer, in so rdeče barve (po Dolini Triglavskih jezer, Dolina Triglavskih jezer - Komna, ipd.) ali zelene barve v smeri Vogla. Kovinski drogovi so bili prvič nameščeni na območju med Komno in Voglom po letu 1977. Nov način označevanja so vpeljali mladi markacisti PD Ljubljana Matica. Pred tem so bile zimske markacije obarvane puščice na lesenih drogovih. Strojna nadelava poti je bila vpeljana julija 1978. 
Poleg standardne markacije se uporabljajo tudi dopolnjene markacije, ki imajo dodano oznako poti. Tako ima na primer Slovenska planinska pot dodano številko 1, Zasavska planinska pot pa preko markacije narisano črko Z.

## Galerija
- Knafelčeva markacija z dodatno oznako Slovenske planinske poti na pohorski bukvi
- Knafelčeva markacija in markacija evropske pešpoti E-6 na Čreti
- Markacija na Poti kurirjev in vezistov
- Knafelčeva markacija na drevesu